# Maulen Mamyrov
Maulen Mamyrov (n. 14 decembrie 1970, Aqiyq⁠(d), Qaratal audany⁠(d), RSS Kazahă, URSS) este un luptător ce a reprezentat Kazahstan, medaliat olimpic. A participat la 2 ediții ale Jocurilor Olimpice (1996, 2000) în care a câștigat o medalie de bronz.